# Poranopsis sinensis
Poranopsis sinensis är en vindeväxtart som först beskrevs av Hand.-mazz., och fick sitt nu gällande namn av G.W. Staples. Poranopsis sinensis ingår i släktet Poranopsis och familjen vindeväxter. Inga underarter finns listade i Catalogue of Life.